# ياسمين زهران
ياسمين يعقوب زهران (1921- 2017) كاتبة وعالمة أثار فلسطينية، تخرجت من جامعة كولومبيا عام 1949، وجامعة في لندن عام 1954، وحصلت على الدكتوراة في علم الآثار من جامعة السوربون في باريس عام 1962، حيث تركز دراسات زهران على الشخصيات التاريخية البارزة في الشرق الأوسط مثل زنوبيا التي وصفتها بالملكة المتعددة الأعراق. توفيت في 24 أكتوبر 2017.

## حياتها المهنية
شغلت ياسمين زهران العديد من الوظائف والمناصب منها:
- عملت مستشارة في حقل التعليم في منظمة اليونسكو.
- عملت في معهد الدراسات العليا للآثار في القدس ما بين عامي (1991-1995)
- تعتبر من أحد مؤسسي معهد الآثار الإسلامية ومقره في القدس والذي تأسس عام 1992.
- شغلت منصب سفيرة الثقافة والتربية حول العالم.
- معدّة ومقدمة لبرنامج أحاديث ألا وهو أصداء من تاريخ الأردن في هيئة الإذاعة الأردنية الهاشمية.
- كاتبة في صحيفة الصريح الاسبوعية تحت اسم الآنسة ميسون كتبت في كل من مجالي الإنتقاد والسياسة.
- درّست في كلية دار المعلمات في رام الله مادة الاجتماعيات

## إنجازتها
نشرت ياسمين روايتها الأولى "اللحن الأول" عام 1991 والتي صدرت باللغة العربية، وكتابها الثاني بعنوان "متسول عند باب العامود" والذي كتب باللغة الإنجليزية نُشر عام 1993 يتكلم عن نضال الفلسطينيين للعثور على مكان يمكن أن يطلقوا عليه وطنهم تعكس هذه الرواية إلى حد كبير تجربة زهران الخاصة، ولها مؤلفات أخرى منها:
- دار الأقواس السبعة.
- روح تبحث عن جسد.
- باطن الهواء.
- يوم صيف.
- رام الله التي كانت.
- أصداء من تاريخ الأردن.
- دراسة في التحيز.
- زنوبيا بين الواقع والأسطورة.
- الغساسنة يبعثون.
- سيبتيموس سيفيروس.
- العد التنازلي للموت.
- الذيل الذهبي عام 2017.

## تكريم
كرمتها وزارة الثقافة الفلسطينية في حياتها، وإثر وفاتها أبّنها المجلس البلدي في رام الله وأُطلق اسمها على أحد شوارع رام الله. أهدى العديد من الكتاب كتبهم لروح الراحلة ياسمين زهران ومنهم:
يوسف الخطيب في كتابه مجنون فلسطين في ديوان شعري مطبوع حيث كتب " إلى ياسمين زهران الإنسانة النبيلة والصديقة الاصيلة مع أصدق مشاعر الأخوة والتقدير"، كما أهدت فدوى طوقان قصيدتها هباء إلى صديقتها ياسمين زهران.